# Kali Dengen
Kali Dengen is een bestuurslaag in het regentschap Kulon Progo van de provincie Jogjakarta, Indonesië. Kali Dengen telt 1166 inwoners (volkstelling 2010).